# グナエウス・ポンペイウス・ストラボ
グナエウス・ポンペイウス・ストラボ（ラテン語: Gnaeus Pompeius Strabo、？-紀元前87年）は紀元前1世紀前半に活躍した共和政ローマの政務官。紀元前89年に執政官を務めた。第一次三頭政治の一角、グナエウス・ポンペイウス・マグヌスの父。ピケヌム（現在のマルケ州）の諸都市と友好関係を築いた。紛らわしいため、当項目のポンペイウス・ストラボはストラボ、三頭政治で有名なポンペイウスはポンペイウスと表記する。コグノーメンのストラボは「斜視」の意である。

## 出自
ポンペイウス氏族は、紀元前141年に初めて執政官クィントゥス・ポンペイウスを出している。ストラボはセクストゥスとルキリアの子である。

## 経歴

### クルスス・ホノルム
紀元前104年頃、クァエストルに就任し、サルディニア担当プロプラエトル、ティトゥス・アルブキウスを訴追しようとしたが、サルディニアの民はガイウス・ユリウス・カエサル・ストラボを訴追人に選んだ。
属州での不法所得返還請求審問所（quaesutio repetundarum）の訴追人は、最初はこれを主宰するプラエトル（法務官）によって選出されていたが、紀元前122年のグラックス兄弟時代に定められたアキリウス法（Lex Acilia repetundarum）によって、審判人（陪審員）が元老院議員からエクィテス（騎兵階級）に切り替わったと同時に、訴追人と弁護人の共謀が厳しく禁じられ、被告と個人的な関係がある者は訴追人から外されていた。しかし、この直前の紀元前106年、執政官大カエピオによって、セルウィリウス審判人法（Lex Servilia iudiciaria）が成立し、元老院議員が審判人に復帰すると同時に、訴追人は選考会（divinatio）で決定されるように定められた。これによって、以前より共謀がしやすくなったとも考えられる。キケロもウェッレス弾劾の際に、ウェッレスの配下だったクァエストルとの選考会に臨んでいるが、この抜け道は利用頻度が高かったと考えられ、ストラボの場合も元上司と共謀して彼のために訴追人に名乗りを上げた可能性がある。
一方、クィントゥス・ファビウス・マクシムス・エブルヌス（紀元前116年の執政官）を訴追したポンペイウス氏族の1人をストラボだとし、紀元前105年末か翌年初頭に野心的なストラボが彼を訴追し、サルディニアでの職務を終え帰国した後、訴追に成功した場合の法的な報酬目当てに元上司を訴追しようとしたものの、当時権力を握っていたルキウス・アップレイウス・サトゥルニヌスやガイウス・マリウスと関係のあるカエサルにその座を奪われたのだと考える学者もいる。
紀元前92年までにプラエトルを務めたと考えられている。

### 同盟市戦争
紀元前90年、執政官プブリウス・ルティリウス・ルプスのレガトゥス（副官）を務め、同盟市戦争のフィルムム、アスクルム攻囲に参加した。このときアスクルムの住人は、年寄りを城壁に立ててローマ軍を油断させ撃退したという。
翌紀元前89年、執政官に選出されると、同盟市戦争の北部戦線を担当し、アスクルムを包囲してこの年の遅くに陥落させ（アスクルムの戦い (紀元前89年)）、また同僚執政官ルキウス・ポルキウス・カトの死後はイタリア中部のマルシ人らと戦い、アスクルムに勝利したことで凱旋式を挙行した。トランスパダニ（ポー川以北の人々）にラテン市民権を付与し（Lex Pompeia de transpadanis トランスパダニに関するポンペイウス法）、ラエティ族に破壊されていたコムムに再植民させた。この年、息子ポンペイウスも部下として従軍していたと考えられている。
紀元前88年、プロコンスル（前執政官）としてウェスティニ人、パエリグニ人を降伏させた。更にアブルッツォ州の残存勢力も掃討しており、モムゼンは、ストラボの指揮をこの戦争に大きく貢献したと評価している。この年の執政官ルキウス・コルネリウス・スッラは、同僚のクィントゥス・ポンペイウス・ルフスにストラボの軍団を引き継がせることを決定した。ストラボは渋々それを認め、ルフスに引き継ぎ作業を任せたが、兵たちがルフスを殺してしまい、ストラボは憤慨したもののそのまま軍団を指揮したという。

### スッラとキンナの内戦と死
この年、ポントスのミトリダテス6世に対するインペリウム（指揮権）を巡って、スッラとマリウスの間で騒乱となり、スッラがローマ市へ侵攻、占領する事件が起きた。スッラはマリウスを追放すると、第一次ミトリダテス戦争へと出征したが、更に翌紀元前87年、その留守を任された執政官、ルキウス・コルネリウス・キンナとグナエウス・オクタウィウスの間でも争いとなり、ローマ市を脱出したキンナは軍団を掌握し、マリウスを呼び戻してローマ市を占拠した。
この争いの最中、ストラボはキンナにもオクタウィウスにも支援を約束しておいて静観したとも、2度目の執政官を狙っていたが阻まれたため、どっち着かずの態度を取ったとも言われるが、オクタウィウスによってガリアの地にいたところを呼び出され、コッリナ門の前に布陣してキンナ軍と対峙した。恐らくオクタウィウスに執政官再選を拒否されたため参戦しなかったが、追い詰められたオクタウィウスがついに要求を飲んだために、彼の側に立って戦ったのであろう。戦後キンナとも交渉したという話もあり、また前88年のミトリダテス戦争のインペリウムを望んでいたとする説もある。キンナは前89年、ルキウス・ゲッリウス・プブリコラ (紀元前72年の執政官)らと共に執政官だったストラボのレガトゥスを務めていたと考えられている。
ストラボはオクタウィウスと共にキンナ軍を一度は撃退したものの、陣営を雷雨が襲い、雷に打たれて死んだとも、戦後の疫病によって斃れたとも伝わる。リキニアヌスによれば、ストラボはキンナと何かを共謀し、元老院にキンナと交渉するよう勧めていたが、軍団内に疫病が蔓延するとストラボも病臥し、更に落雷に見舞われ3日後に死んだという。
恐らくこの対陣の最中、キンナに買収された1人が、ポンペイウスを暗殺しようとし、更に兵たちが反乱を起こしたところ、無力なストラボの代わりに息子ポンペイウスの働きによって騒動が収まったとプルタルコスは記しているが、学者によっては、この時期に何故ストラボではなく若輩のポンペイウスを狙ったのか説明がなく、主題であるポンペイウスを際立たせるための手法で、信憑性がないとする。ストラボの死後、息子ポンペイウスは父の路線を引き継ぎしばらくキンナ派だったと考えられ、以前ルフスを殺してしまったほど血の気の多いピケヌム兵が反乱を起こした可能性はあるものの、キンナが暗殺に関与したとは考えにくいという。
一方、このときストラボは疫病にかかっており、ポンペイウスが代わりに軍を立て直したのだと考え、キンナはローマへの最大の障害であるストラボ軍を排除するチャンスとみて実行したとする学者もいる。

## 死因
ストラボの死因について、古代の史料は落雷によるとするものが多いが、モムゼン、マティアス・ゲルツァー、エルンスト・ベイディアンをはじめとした学者らは疫病説を採っている。上記のリキニアヌスの説は、学者の間でも信憑性が高いと考えられているが、古代においても、ストラボが疫病で死んだ説と、落雷で死んだ説の2つがあり、それらを組み合わせただけとも考えられ、どちらが信憑性が高いか、またはリキニアヌスの伝えるそのままなのかは今となっては判断がつかない。

## 人物
プルタルコスによれば、ストラボはローマでも最も憎まれていた人間で、人々はその好戦的なところを怖れていたが、雷によって死ぬと、わざわざ遺体を棺から出して復讐したといい、同時代のプブリウス・ルティリウス・ルフス（紀元前105年の執政官）も、著書の中で彼を非道な人物として描いていたという。また、ウェッレイウス・パテルクルスらも、市民が死体に憎しみをぶつけたと伝える。裕福で最も憎まれていた人物と言われ、学者の間でも利己的な人間だったと考えられている。
紀元前86年、ストラボがアスクルムでの戦利品を横領したとして、息子ポンペイウスが訴追されたが、ルキウス・マルキウス・ピリップス (紀元前91年の執政官)、グナエウス・パピリウス・カルボ (紀元前85年の執政官)、クィントゥス・ホルテンシウス・ホルタルスに弁護され、罪を解放奴隷に被せて無罪となった。ミトリダテス戦争からいずれ帰国するスッラに対抗するため、キンナは手当たり次第に味方を欲していたため、ピケヌムに人脈を持つポンペイウスを取り込もうと弁護させたとする説もある。ポンペイウスは紀元前83年にスッラが帰国した際、父と縁が深いピケヌムで、3個軍団の私兵を召集している。息子の他に娘がいる。